# Corpo da Paz
Corpo da Paz é uma agência federal estadunidense independente, criada em 1961 pelo Presidente John F. Kennedy, para ajudar os países em desenvolvimento, prestando serviços essenciais e promovendo o melhor entendimento entre os americanos e povos de outras culturas.
| “ | Promover a paz e amizade mundial através de um Corpo da Paz, o qual deverá disponibilizar a países e áreas interessadas homens e mulheres dos Estados Unidos qualificados para serviço no exterior e prestos a servir, sob condições de dificuldades se necessário, para ajudar os povos e áreas de tais países a encontrar as suas necessidades com uma capacidade de trabalho disponível preparada. | ” |

## Estabelecendo a Agência
Estabelecido em 1 de Março de 1961, com o nome de Peace Corps pela Ordem Executiva nº 10924 e autorizado pelo Congresso em  22 de Setembro do mesmo ano com a passagem do Peace Corps Act (Lei 87-293), o Corpo da Paz é um serviço exclusivamente feito através de voluntários trabalhando em 139 países, com o maior programa voltado a imunização e educação em saúde. A idade média dos voluntários tem sido de 27 anos de idade, mas entre o voluntários inclui-se adultos da terceira idade também.

## Serviços

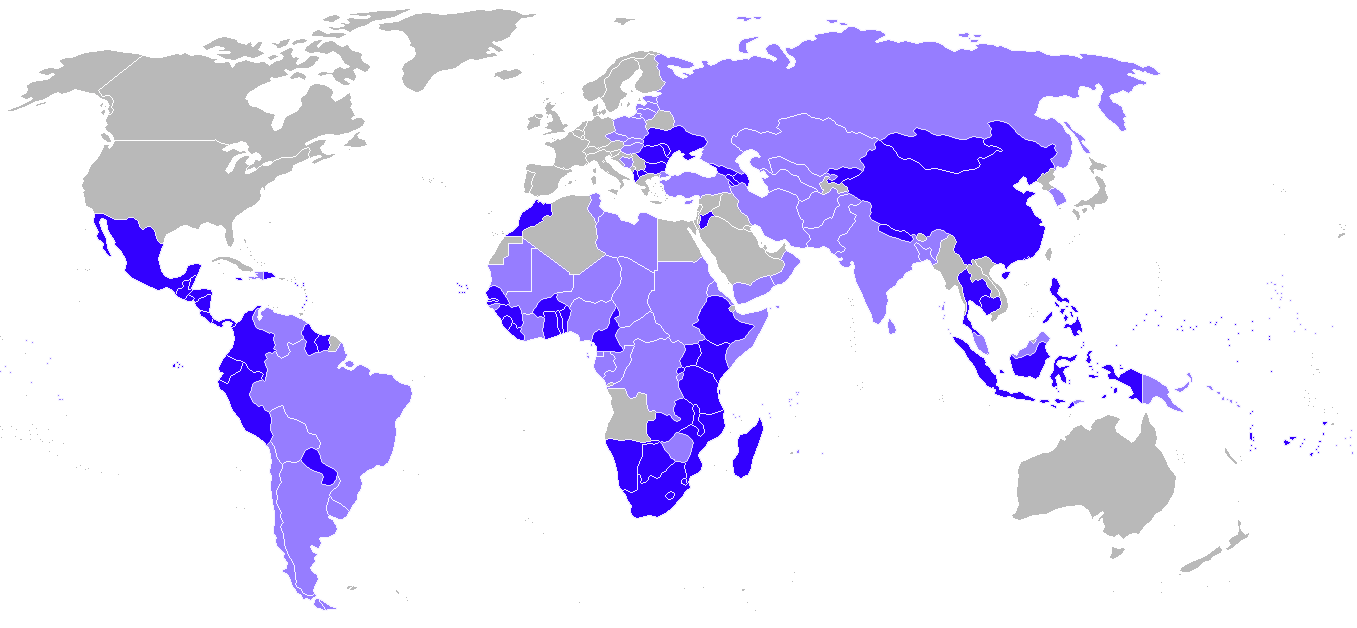
Países que o Corpo da Paz atualmente trabalha (em azul) e outras áreas que já trabalhou (em roxo)

- avançar a causa da amizade e a paz mundial;
- ensinar técnicas sustentáveis sem deixar de respeitar a cultura local;
- projetos voltados a ajudar as necessidades dos países anfitriões;
- ensinando o inglês;
- acompanhando os programas de saúde;
- orientando jovens à prevenção do HIV/Aids;
- apoio a pequenas empresas;
- protegendo o meio ambiente e
- avanços na agricultura.

## Requisitos para voluntários
1. Idade mínima de 18 anos
2. Cidadania estadunidense